# Ridgway (Colorado)
Ridgway è una town degli Stati Uniti d'America, situata nella contea di Ouray dello Stato del Colorado. Nel censimento del 2010 la popolazione era di 924 abitanti.

## Geografia fisica
Secondo i rilevamenti dell'United States Census Bureau, Ridgway si estende su una superficie di 5,2 km².